# Towarzystwo Gimnastyczne „Sokół” w Żorach
Towarzystwo Gimnastyczne „Sokół” w Żorach – gniazdo Polskiego Towarzystwa Gimnastycznego „Sokół” utworzone w 1920 roku w Żorach.

## Historia
Zostało utworzone 28 marca 1920 roku w Żorach przez 15 pierwszych członków jako oddział najstarszej polskiej organizacji sportowej Polskiego Towarzystwa Gimnastycznego „Sokół”. Koło to podlegało organizacyjnie VIII Rybnickiemu okręgowi śląskiej dzielnicy Polskiego Towarzystwa Gimnastycznego „Sokół” i należało do szeregu sekcji gimnastycznych śląskiego Sokoła.
W roku 1920 żorskie koło tej organizacji liczyło 39 członków. Prezesem organizacji był Józef Wyrobek, a naczelnikiem Franciszek Smusz oraz potem Paweł Bąk. Sztandar poświęcono 22 lipca 1922 roku. W 1930 Sokół żorski liczył 117, a w 1936 89 członków. W 1937 roku prezesem organizacji był nieprzerwanie Józef Wyrobek, sekretarzem Paweł Przeliorz, skarbnikiem Piotr Fizia, a naczelnikiem Ebernhard Bartniczek.

## Działalność
Organizacja propagowała sport w regionie, a szczególnie gimnastykę. W 1925 roku żorski Sokół wybudował w mieście tzw. "Sokolnię" czyli salę do ćwiczeń wyposażoną w instrumenty gimnastyczne, obok której urządził boisko. Z braku funduszy obiekt organizacja zmuszona była jednak odstąpić miastu pod nazwą Domu Związkowego.